# Liriomyza cyclaminis
Liriomyza cyclaminis este o specie de muște din genul Liriomyza, familia Agromyzidae, descrisă de Suss în anul 1987.
Este endemică în Italia. Conform Catalogue of Life specia Liriomyza cyclaminis nu are subspecii cunoscute.